# Vicherey
Vicherey é uma comuna francesa na região administrativa do Grande Leste, no departamento de Vosges. Estende-se por uma área de 5.88 km². Em 2010 a comuna tinha 206 habitantes (densidade: 35 hab./km²).